# Cuộc đua xe đạp tranh Cúp truyền hình Thành phố Hồ Chí Minh 2017
Cuộc đua xe đạp toàn quốc tranh Cúp truyền hình Thành phố Hồ Chí Minh 2017 là giải đấu lần thứ 29 của Cuộc đua xe đạp toàn quốc tranh Cúp truyền hình Thành phố Hồ Chí Minh do Ban Thể dục - Thể thao, Đài Truyền hình Thành phố Hồ Chí Minh và Tổng cục Thể dục thể thao Việt Nam phối hợp tổ chức, diễn ra từ ngày 9 tháng 4 đến ngày 30 tháng 4 năm 2017. Cuộc đua gồm 20 chặng với tổng lộ trình 1974 km, đi từ Thành phố Hồ Chí Minh qua các tỉnh Tây Nguyên, sau đó vòng qua các tỉnh Duyên hải Nam Trung Bộ trước khi về lại Thành phố Hồ Chí Minh. Tổng cộng có 13 đội đua trên cả nước tham gia cuộc đua lần này.
Đây là cuộc đua có nhiều chặng nhất trong lịch sử giải đấu tính đến thời điểm tổ chức, và là cuộc đua cuối cùng cho đến nay không có lộ trình xuyên Việt. Từ cuộc đua lần này, danh hiệu Áo trắng được tính cho mỗi chặng thay vì được công bố sau khi cuộc đua kết thúc.

## Công bố
| Giải thưởng         | Tiền thưởng      |
| Từng chặng          | Từng chặng       |
| ------------------- | ---------------- |
| Về nhất             | 10.000.000 đồng  |
| Chung cuộc          |                  |
| Áo vàng             | 100.000.000 đồng |
| Áo chấm đỏ          | 40.000.000 đồng  |
| Áo xanh             | 40.000.000 đồng  |
| Áo trắng            | 20.000.000 đồng  |
| Đồng đội chung cuộc | 80.000.000 đồng  |
| Đội phong cách      | 20.000.000 đồng  |
| VĐV ấn tượng        | 20.000.000 đồng  |

Thông tin về Cuộc đua xe đạp toàn quốc tranh Cúp Truyền hình Thành phố Hồ Chí Minh 2017 được công bố vào ngày 4 tháng 4 năm 2017 trong một cuộc họp báo trước khi khởi tranh giải. Ban tổ chức đã công bố lộ trình cuộc đua với tổng chiều dài 1974 km.
Đài Truyền hình Thành phố Hồ Chí Minh cho biết việc tổ chức này nhằm kỷ niệm 42 năm ngày Giải phóng miền Nam - Thống nhất đất nước, 131 năm ngày Quốc tế Lao động và 127 năm ngày sinh Chủ tịch Hồ Chí Minh.

## Danh sách tham dự

### Đội đua xe đạp
- Anh văn Hội Việt Mỹ Thành phố Hồ Chí Minh (VUS)
- Trẻ Thành phố Hồ Chí Minh (TTM)
- Premium Cycling Vĩnh Long (PCV)
- Bikelife Đồng Nai (BLD)
- Calytos Đồng Tháp (CDT)
- Dược Domesco Đồng Tháp (DDT)
- Gạo Hạt Ngọc Trời An Giang (GAG)
- Bảo vệ thực vật An Giang (BAG)
- Hà Nội (HAN)
- Quân khu 7 (QK7)
- Quân Đội (QDI)
- Cần Thơ (CTH)
- BTV Đại Nam Bình Dương (BDB)

### Vận động viên
| Số đeo | Họ và tên (năm sinh)            | Đội (viết tắt)                                  |
| ------ | ------------------------------- | ----------------------------------------------- |
| 1      | Nguyễn Trường Tài (1988)        | Anh văn Hội Việt Mỹ Thành phố Hồ Chí Minh (VUS) |
| 2      | Lê Văn Duẩn (1987)              | Anh văn Hội Việt Mỹ Thành phố Hồ Chí Minh (VUS) |
| 3      | Mai Nguyễn Hưng (1988)          | Anh văn Hội Việt Mỹ Thành phố Hồ Chí Minh (VUS) |
| 4      | Trần Thanh Điền (1996)          | Anh văn Hội Việt Mỹ Thành phố Hồ Chí Minh (VUS) |
| 5      | Ariya Phounsavath (1991)        | Anh văn Hội Việt Mỹ Thành phố Hồ Chí Minh (VUS) |
| 6      | Trương Nguyễn Thanh Nhân (1986) | Anh văn Hội Việt Mỹ Thành phố Hồ Chí Minh (VUS) |
| 11     | Lê Nguyệt Minh (1992)           | Trẻ Thành phố Hồ Chí Minh (TTM)                 |
| 12     | Nguyễn Minh Tâm (1989)          | Trẻ Thành phố Hồ Chí Minh (TTM)                 |
| 13     | Nguyễn Anh Khoa (1999)          | Trẻ Thành phố Hồ Chí Minh (TTM)                 |
| 14     | Nguyễn Cường Khang (1998)       | Trẻ Thành phố Hồ Chí Minh (TTM)                 |
| 15     | Nguyễn Dương Hồ Vũ (1999)       | Trẻ Thành phố Hồ Chí Minh (TTM)                 |
| 16     | Phạm Phát Đạt (1994)            | Trẻ Thành phố Hồ Chí Minh (TTM)                 |
| 21     | Nguyễn Minh Luận (1997)         | Premium Cycling Vĩnh Long (PCV)                 |
| 22     | Hồ Hoàng Sơn (1992)             | Premium Cycling Vĩnh Long (PCV)                 |
| 23     | Nguyễn Phạm Quốc Khang (1996)   | Premium Cycling Vĩnh Long (PCV)                 |
| 24     | Võ Thành Tấn (1998)             | Premium Cycling Vĩnh Long (PCV)                 |
| 25     | Nguyễn Minh Thiện (1998)        | Premium Cycling Vĩnh Long (PCV)                 |
| 26     | Josh Berry (1990)               | Premium Cycling Vĩnh Long (PCV)                 |
| 31     | Quách Tịnh Toàn (1990)          | Bikelife Đồng Nai (BLD)                         |
| 32     | Lường Văn Sinh (1997)           | Bikelife Đồng Nai (BLD)                         |
| 33     | Nguyễn Văn Dương (1997)         | Bikelife Đồng Nai (BLD)                         |
| 34     | Loïc Desriac (1989)             | Bikelife Đồng Nai (BLD)                         |
| 35     | Huỳnh Nhựt Hòa (2000)           | Bikelife Đồng Nai (BLD)                         |
| 36     | Nguyễn Hữu Đức (1997)           | Bikelife Đồng Nai (BLD)                         |
| 41     | Nguyễn Vũ Linh (1989)           | Calytos Đồng Tháp (CDT)                         |
| 42     | Nguyễn Hoàng Thái (1988)        | Calytos Đồng Tháp (CDT)                         |
| 43     | Nguyễn Tuấn Vũ (1999)           | Calytos Đồng Tháp (CDT)                         |
| 44     | Nguyễn Quốc Bảo (1999)          | Calytos Đồng Tháp (CDT)                         |
| 45     | Trần Tuấn Kiệt (2000)           | Calytos Đồng Tháp (CDT)                         |
| 46     | Nguyễn Cao Thắng (2001)         | Calytos Đồng Tháp (CDT)                         |
| 51     | Trần Nguyễn Minh Trí (1994)     | Dược Domesco Đồng Tháp (DDT)                    |
| 52     | Nguyễn Tấn Hoài (1992)          | Dược Domesco Đồng Tháp (DDT)                    |
| 53     | Đỗ Tuấn Anh (1985)              | Dược Domesco Đồng Tháp (DDT)                    |
| 54     | Phan Hoàng Thái (1998)          | Dược Domesco Đồng Tháp (DDT)                    |
| 55     | Nguyễn Nhật Nam (1997)          | Dược Domesco Đồng Tháp (DDT)                    |
| 56     | Phạm Quốc Cường (1994)          | Dược Domesco Đồng Tháp (DDT)                    |
| 61     | Lê Ngọc Sơn (1991)              | Gạo Hạt Ngọc Trời An Giang (GAG)                |
| 62     | Trịnh Đức Tâm (1992)            | Gạo Hạt Ngọc Trời An Giang (GAG)                |
| 63     | Quàng Văn Cường (1997)          | Gạo Hạt Ngọc Trời An Giang (GAG)                |
| 64     | Nguyễn Thành Tâm (1992)         | Gạo Hạt Ngọc Trời An Giang (GAG)                |
| 65     | Nguyễn Đắc Thời (1999)          | Gạo Hạt Ngọc Trời An Giang (GAG)                |
| 66     | Nguyễn Hoàng Giang (1996)       | Gạo Hạt Ngọc Trời An Giang (GAG)                |
| 71     | Hà Thanh Tâm (1996)             | Bảo vệ thực vật An Giang (BAG)                  |
| 72     | Phạm Minh Triết (1996)          | Bảo vệ thực vật An Giang (BAG)                  |
| 73     | Ngô Văn Phương (1998)           | Bảo vệ thực vật An Giang (BAG)                  |
| 74     | Đỗ Phước Tuấn (1995)            | Bảo vệ thực vật An Giang (BAG)                  |
| 75     | Nguyễn Anh Khoa (1995)          | Bảo vệ thực vật An Giang (BAG)                  |
| 76     | Nguyễn Huỳnh Đăng Khoa (1999)   | Bảo vệ thực vật An Giang (BAG)                  |
| 81     | Xa Văn Thắng (1997)             | Hà Nội (HAN)                                    |
| 82     | Lò Văn Xom (1997)               | Hà Nội (HAN)                                    |
| 83     | Bùi Văn Huy (1997)              | Hà Nội (HAN)                                    |
| 84     | Nguyễn Doãn Đức (1998)          | Hà Nội (HAN)                                    |
| 85     | Nguyễn Anh Tuấn (2000)          | Hà Nội (HAN)                                    |
| 86     | Nguyễn Trung Hiếu (1999)        | Hà Nội (HAN)                                    |
| 91     | Trần Thanh Phú (1987)           | Quân khu 7 (QK7)                                |
| 92     | Huỳnh Thanh Tùng (1996)         | Quân khu 7 (QK7)                                |
| 93     | Trần Nguyễn Duy Nhân (1997)     | Quân khu 7 (QK7)                                |
| 94     | Trần Lê Minh Tuấn (1994)        | Quân khu 7 (QK7)                                |
| 95     | Cao Trung Hiếu (2000)           | Quân khu 7 (QK7)                                |
| 96     | Trần Đức Tiến (1998)            | Quân khu 7 (QK7)                                |
| 101    | Phùng Văn Lộc (1987)            | Quân Đội (QDI)                                  |
| 102    | Nguyễn Huỳnh Phú Lộc (1997)     | Quân Đội (QDI)                                  |
| 103    | Giang Thanh Tuấn (1990)         | Quân Đội (QDI)                                  |
| 104    | Tống Thanh Tuyền (1997)         | Quân Đội (QDI)                                  |
| 105    | Quách Tiến Dũng (2001)          | Quân Đội (QDI)                                  |
| 106    | Diệp Thái Hoàng (2001)          | Quân Đội (QDI)                                  |
| 111    | Nguyễn Văn Đức (1992)           | Cần Thơ (CTH)                                   |
| 112    | Phan Tuấn Vũ (1997)             | Cần Thơ (CTH)                                   |
| 113    | Sử Phương Toàn (1998)           | Cần Thơ (CTH)                                   |
| 114    | Phan Thông Nhàn (1988)          | Cần Thơ (CTH)                                   |
| 115    | Nguyễn Hữu Đại (1999)           | Cần Thơ (CTH)                                   |
| 116    | Nguyễn Huỳnh Kỳ (1997)          | Cần Thơ (CTH)                                   |
| 121    | Lê Hoài Nam (1999)              | BTV Đại Nam Bình Dương (BDB)                    |
| 122    | Hà Văn Sơn (1999)               | BTV Đại Nam Bình Dương (BDB)                    |
| 123    | Hà Kiều Tấn Đại (2000)          | BTV Đại Nam Bình Dương (BDB)                    |
| 124    | Nguyễn Anh Khoa (1999)          | BTV Đại Nam Bình Dương (BDB)                    |
| 125    | Nguyễn Minh Việt (1997)         | BTV Đại Nam Bình Dương (BDB)                    |
| 126    | Huỳnh Minh Nghĩa (2000)         | BTV Đại Nam Bình Dương (BDB)                    |

## Lộ trình và kết quả từng chặng
| Chặng | Ngày       | Đoạn đường                                                               | Khoảng cách        | Kết quả từng chặng               | Kết quả từng chặng               | Kết quả từng chặng             |
| Chặng | Ngày       | Đoạn đường                                                               | Khoảng cách        | Nhất                             | Nhì                              | Ba                             |
| ----- | ---------- | ------------------------------------------------------------------------ | ------------------ | -------------------------------- | -------------------------------- | ------------------------------ |
| 1     | 9 tháng 4  | Vòng đua Phố đi bộ Nguyễn Huệ (Thành phố Hồ Chí Minh) (20 vòng x 1,8 km) | 36 km              | Nguyễn Minh Luận (PCV)           | Trần Thanh Nhanh (TTM)           | Nguyễn Minh Việt (BDB)         |
| 2     | 10 tháng 4 | Thành phố Hồ Chí Minh đi Đồng Xoài (Bình Phước)                          | 114 km             | Trần Nguyễn Duy Nhân (QK7)       | Nguyễn Dương Hồ Vũ (TTM)         | Lường Văn Sinh (BLD)           |
| 3     | 11 tháng 4 | Đồng Xoài đi Gia Nghĩa (Đắk Nông)                                        | 120 km             | Trương Nguyễn Thanh Nhân (VUS)   | Trần Nguyễn Minh Trí (DDT)       | Nguyễn Anh Khoa (BDB)          |
| 4     | 12 tháng 4 | Vòng đua thị xã Gia Nghĩa (25 vòng x 1,8 km)                             | 45 km              | Huỳnh Thanh Tùng (QK7)           | Phan Hoàng Thái (DDT)            | Nguyễn Trường Tài (VUS)        |
| 5     | 13 tháng 4 | Gia Nghĩa đi Buôn Mê Thuột (Đắk Lắk)                                     | 125 km             | Nguyễn Thành Tâm (GAG)           | Nguyễn Tấn Hoài (DDT)            | Lê Văn Duẩn (VUS)              |
| 6     | 14 tháng 4 | Buôn Mê Thuột – Buôn Đôn – Buôn Mê Thuột                                 | 80 km              | Lê Văn Duẩn (VUS)                | Lê Nguyệt Minh (TTM)             | Huỳnh Thanh Tùng (QK7)         |
| 7     | 15 tháng 4 | Buôn Mê Thuột đi Pleiku (Gia Lai)                                        | 182 km             | Lê Nguyệt Minh (TTM)             | Trần Nguyễn Duy Nhân (QK7)       | Trịnh Đức Tâm (GAG)            |
| 8     | 16 tháng 4 | Vòng đua thành phố Pleiku (30 vòng x 1,2 km)                             | 36 km              | Phạm Quốc Cường (DDT)            | Nguyễn Tấn Hoài (DDT)            | Trịnh Đức Tâm (GAG)            |
| 9     | 17 tháng 4 | Pleiku đi Kon Plông (Kon Tum)                                            | 101 km             | Nguyễn Tấn Hoài (DDT)            | Loïc Desriac (BLD)               | Nguyễn Trường Tài (VUS)        |
| —     | 18 tháng 4 | Nghỉ tại Kon Plông                                                       | Nghỉ tại Kon Plông | Nghỉ tại Kon Plông               | Nghỉ tại Kon Plông               | Nghỉ tại Kon Plông             |
| 10    | 19 tháng 4 | Ba Tiêu (Ba Tơ, Quảng Ngãi) đi Quảng Ngãi                                | 87 km              | Lê Nguyệt Minh (TTM)             | Lê Văn Duẩn (VUS)                | Nguyễn Tấn Hoài (DDT)          |
| 11    | 20 tháng 4 | Quảng Ngãi đi Quy Nhơn (Bình Định)                                       | 179 km             | Nguyễn Trường Tài (VUS)          | Huỳnh Thanh Tùng (QK7)           | Nguyễn Anh Khoa (BDB)          |
| 12    | 21 tháng 4 | Vòng đua thành phố Quy Nhơn (25 vòng x 1,8 km)                           | 45 km              | Nguyễn Thành Tâm (GAG)           | Lê Nguyệt Minh (TTM)             | Lê Văn Duẩn (VUS)              |
| 13    | 22 tháng 4 | Quy Nhơn đi Tuy Hòa (Phú Yên)                                            | 95 km              | Đỗ Tuấn Anh (CDT)                | Nguyễn Minh Luận (PCV)           | Trương Nguyễn Thanh Nhân (VUS) |
| 14    | 23 tháng 4 | Tuy Hòa đi Nha Trang (Khánh Hòa, đèo Cả)                                 | 120 km             | Lê Nguyệt Minh (TTM)             | Lê Văn Duẩn (VUS)                | Huỳnh Thanh Tùng (QK7)         |
| 15    | 24 tháng 4 | Đua đồng đội tính giờ tại Nha Trang                                      | 48 km              | Anh văn Hội Việt Mỹ TP.HCM (VUS) | Gạo Hạt Ngọc Trời An Giang (GAG) | Dược Domesco Đồng Tháp (DDT)   |
| —     | 25 tháng 4 | Nghỉ tại Nha Trang                                                       | Nghỉ tại Nha Trang | Nghỉ tại Nha Trang               | Nghỉ tại Nha Trang               | Nghỉ tại Nha Trang             |
| 16    | 26 tháng 4 | Nha Trang đi Phan Rang (Ninh Thuận, đèo Vĩnh Hy)                         | 129 km             | Nguyễn Tấn Hoài (DDT)            | Lê Văn Duẩn (VUS)                | Nguyễn Thành Tâm (GAG)         |
| 17    | 27 tháng 4 | Phan Rang đi Đà Lạt (Lâm Đồng, đèo Ngoạn Mục, Prenn)                     | 127 km             | Nguyễn Tấn Hoài (DDT)            | Lê Ngọc Sơn (GAG)                | Loïc Desriac (BLD)             |
| 18    | 28 tháng 4 | Vòng đua hồ Xuân Hương (Đà Lạt) (10 vòng x 5,1 km)                       | 51 km              | Trịnh Đức Tâm (GAG)              | Trần Nguyễn Duy Nhân (QK7)       | Nguyễn Minh Việt (BDB)         |
| 19    | 29 tháng 4 | Đà Lạt đi Bảo Lộc (Lâm Đồng, đèo Phú Hiệp)                               | 110 km             | Nguyễn Minh Luận (PCV)           | Trịnh Đức Tâm (GAG)              | Trần Đức Tiến (QK7)            |
| 20    | 30 tháng 4 | Bảo Lộc đi Thành phố Hồ Chí Minh                                         | 168 km             | Huỳnh Thanh Tùng (QK7)           | Nguyễn Văn Đức (TCT)             | Nguyễn Minh Việt (BDB)         |

### Kết quả màu áo qua các chặng
| Chặng   | - Áo vàng (VĐV xuất sắc)   | - Áo xanh (Vua nước rút)       | - Áo chấm đỏ (Vua leo núi) | - Áo trắng (VĐV trẻ xuất sắc) | - Thành tích đồng đội | Ghi chú            |
| ------- | -------------------------- | ------------------------------ | -------------------------- | ----------------------------- | --------------------- | ------------------ |
| 1       | Nguyễn Minh Luận (PCV)     | Trần Thanh Nhanh (TTM)         | —                          | Nguyễn Minh Việt (BDB)        | CDT                   |                    |
| 2       | Trần Nguyễn Duy Nhân (QK7) | Trần Nguyễn Duy Nhân (QK7)     | —                          | Trần Nguyễn Duy Nhân (QK7)    | CDT                   |                    |
| 3       | Nguyễn Dương Hồ Vũ (TTM)   | Trương Nguyễn Thanh Nhân (VUS) | —                          | Nguyễn Dương Hồ Vũ (TTM)      | BDB                   |                    |
| 4       | Nguyễn Dương Hồ Vũ (TTM)   | Huỳnh Thanh Tùng (QK7)         | —                          | Nguyễn Dương Hồ Vũ (TTM)      | BDB                   |                    |
| 5       | Nguyễn Dương Hồ Vũ (TTM)   | Huỳnh Thanh Tùng (QK7)         | —                          | Nguyễn Dương Hồ Vũ (TTM)      | BDB                   |                    |
| 6       | Giang Thanh Tuấn (QDI)     | Huỳnh Thanh Tùng (QK7)         | —                          | Nguyễn Minh Luận (PCV)        | BDB                   |                    |
| 7       | Nguyễn Văn Dương (BLD)     | Huỳnh Thanh Tùng (QK7)         | —                          | Nguyễn Văn Dương (BLD)        | QK7                   |                    |
| 8       | Nguyễn Văn Dương (BLD)     | Huỳnh Thanh Tùng (QK7)         | —                          | Nguyễn Văn Dương (BLD)        | QK7                   | Không tính kết quả |
| 9       | Nguyễn Văn Dương (BLD)     | Lê Nguyệt Minh (TTM)           | Phan Hoàng Thái (DDT)      | Nguyễn Văn Dương (BLD)        | QK7                   |                    |
| 10      | Nguyễn Văn Dương (BLD)     | Lê Nguyệt Minh (TTM)           | Phan Hoàng Thái (DDT)      | Nguyễn Văn Dương (BLD)        | QK7                   |                    |
| 11      | Nguyễn Văn Dương (BLD)     | Huỳnh Thanh Tùng (QK7)         | Phan Hoàng Thái (DDT)      | Nguyễn Văn Dương (BLD)        | QK7                   |                    |
| 12      | Nguyễn Văn Dương (BLD)     | Lê Nguyệt Minh (TTM)           | Phan Hoàng Thái (DDT)      | Nguyễn Văn Dương (BLD)        | QK7                   |                    |
| 13      | Nguyễn Văn Dương (BLD)     | Lê Nguyệt Minh (TTM)           | Phan Hoàng Thái (DDT)      | Nguyễn Văn Dương (BLD)        | QK7                   |                    |
| 14      | Nguyễn Văn Dương (BLD)     | Lê Nguyệt Minh (TTM)           | Phan Hoàng Thái (DDT)      | Nguyễn Văn Dương (BLD)        | QK7                   |                    |
| 15      | Nguyễn Văn Dương (BLD)     | Lê Nguyệt Minh (TTM)           | Phan Hoàng Thái (DDT)      | Nguyễn Văn Dương (BLD)        | QK7                   |                    |
| 16      | Nguyễn Văn Dương (BLD)     | Lê Nguyệt Minh (TTM)           | Phan Hoàng Thái (DDT)      | Nguyễn Văn Dương (BLD)        | QK7                   |                    |
| 17      | Ariya Phounsavath (VUS)    | Lê Nguyệt Minh (TTM)           | Phan Hoàng Thái (DDT)      | Nguyễn Nhật Nam (DDT)         | DDT                   |                    |
| 18      | Ariya Phounsavath (VUS)    | Lê Nguyệt Minh (TTM)           | Phan Hoàng Thái (DDT)      | Nguyễn Nhật Nam (DDT)         | DDT                   |                    |
| 19      | Ariya Phounsavath (VUS)    | Lê Nguyệt Minh (TTM)           | Phan Hoàng Thái (DDT)      | Nguyễn Nhật Nam (DDT)         | DDT                   |                    |
| 20      | Ariya Phounsavath (VUS)    | Lê Nguyệt Minh (TTM)           | Phan Hoàng Thái (DDT)      | Nguyễn Nhật Nam (DDT)         | DDT                   |                    |
| Kết quả | Ariya Phounsavath (VUS)    | Lê Nguyệt Minh (TTM)           | Phan Hoàng Thái (DDT)      | Nguyễn Nhật Nam (DDT)         | DDT                   |                    |

## Xếp hạng chung cuộc
|                   | Nhất                      | Nhì                        | Ba                         | Tham khảo     |
| ----------------- | ------------------------- | -------------------------- | -------------------------- | ------------- |
| Áo vàng           | Ariya Phounsavath (VUS)   | Lê Ngọc Sơn (GAG)          | Nguyễn Nhật Nam (DDT)      | [ 14 ] [ 15 ] |
| Áo chấm đỏ        | Phan Hoàng Thái (DDT)     | Nguyễn Tấn Hoài (DDT)      | Loïc Desriac (BLD)         | [ 14 ] [ 15 ] |
| Áo xanh           | Lê Nguyệt Minh (TTM)      | Huỳnh Thanh Tùng (QK7)     | Lê Văn Duẩn (VUS)          | [ 14 ] [ 15 ] |
| Áo trắng          | Nguyễn Nhật Nam (DDT)     | Quàng Văn Cường (GAG)      | Nguyễn Văn Dương (BLD)     | [ 14 ] [ 15 ] |
| Giải đồng đội     | Dược Domesco Đồng Tháp    | Anh văn Hội Việt Mỹ TP.HCM | Gạo Hạt Ngọc Trời An Giang | [ 14 ] [ 15 ] |
| Giải phong cách   | Premium Cycling Vĩnh Long | Premium Cycling Vĩnh Long  | Premium Cycling Vĩnh Long  | [ 14 ] [ 15 ] |
| Giải VĐV ấn tượng | Loïc Desriac (BLD)        | Loïc Desriac (BLD)         | Loïc Desriac (BLD)         | [ 14 ] [ 15 ] |

## Truyền hình
Từ cuộc đua lần này, tất cả các chặng đua được phát trực tuyến trên các nền tảng mạng xã hội của HTV, trong đó có 10 chặng đua được truyền hình trực tiếp trên kênh HTV9 và HTV Thể Thao.

## Nhà tài trợ
- Tôn Đông Á (tài trợ độc quyền)